# گویش زیارتی
گویش زیارتی یا طبری زیارتی گویشی از زبان مازندرانی می باشد که در روستا زیارت واقع در جنوب شهرستان گرگان استان گلستان گویش می‌شود و ریشه در زبان طبری قدیم دارد. گویشی که گالشی  در زیارت گفته می شود می توان آن را نوعی مازندرانی توصیف کرد که تحت تأثیر سنگین زبان فارسی است. تأثیر فارسی را می توان در تمام سطوح مورفوسیناکس و همچنین در واژگان مشاهده کرد. با این حال، گویش زیارتی هنوز هویت مازندرانی خود را حفظ کرده است ، که می توان به ویژه در سیستم فعل مشاهده کرد. ولادیمیر ایوانف گویش زیارتی را یکی از گویش های زبان مازندرانی می داند.

## مردم زیارت
گویش زیارتی گونه‌ای از زبان مازندرانی است و زیر شاخه طبری استرآبادی قرار دارد. گالش‌های زیارت خود را مازندرانی می‌دانند اما زبان مادری خود را گونه‌ای مجزا به نام زیارتی می‌نامند. برخی نیز گویش رایج در این روستا را «زبان روستایی» می‌خوانند. گالش‌ها گروهی از مردمان طبری می‌باشند که در کوهستان سکونت دارند و اصولا به دامداری می‌پردازند. همچنین بخشی از سکنه کوهستانی مازندران نیز خود را گالش می‌نامند و زبان خود را گالشی می‌نامند. لفظ گالش در زبان طبری به معنای دامدار و کوهنشین می‌باشد.
هر چند گونه زبانی روستای زیارت دارای حالت کُنایی (ارگاتیو) نیست اما بقایایی محدود از وجود یک ساخت کهن کنایی در آن به چشم می‌خورد. گویش زیارتی به شدت تحت تأثیر زبان فارسی است و این تأثیر در تمام سطوح صرفی، نحوی و واژگانی این گویش مشاهده می‌شود. این گویش ولی همچنان هویت مازندرانی خود را حفظ کرده که به ویژه در نظام فعلی آن به روشنی قابل مشاهده است.

## لهجه‌های زبان مازندرانی
بررسی کارشناسانه در جلگه‌ها و سپس نواحی کوهستانی موجب شناسایی دوازده لهجه مختلف درمازندران شده‌است:
1. منطقه کردکوی: شامل هزار جریب شرقی، شاه کوه زیارت، مجن،بالاجاده، رادکان، گز شرقی و غربی و روستاهای غیر ترکمن‌نشین از  چهاردانگه تا گلوگاه.
2. منطقه بهشهر: شامل چهاردانگه هزارجریب از سورتی تا کیاسر و روستاهای مناطق جلگه‌ای از گلوگاه، شاه کیله تا انتهای منطقه قره طغان و رودخانه نکارود.
3. منطقه ساری: شامل چهاردانگه از کیاسر تا کوهستان‌های دودانگه، جلگه‌های مابین میان دورود و جلگه‌های مناطق غربی تجن رود تا جویبار.
4. منطقه قائمشهر: شامل مناطق کوهستانی فیروزکوه، سوادکوه و روستاهای جلگه‌ای حد فاصل بین کیاکلا، جویبار و روستاهای کوهپایه‌ای بیشه سر.
5. منطقه بابل: از مناطق کوهستانی چلاو آمل تا بندپی، امامزاده حسن در سمت غربی آلاشت و نواحی جلگه‌های حد فاصل فریدونکنار، بابلسر، بهنمیر، کیاکلا تا روستاهای کوهپایه‌ای کهنه خط، گنج افروز و بابل کنار.
6. منطقه آمل: از کوهستان‌های بندپی تا چلاو، لاریجانات، نمارستاق و کلارستاق آمل تا حوالی امامزاده هاشم و جلگه‌های دو سمت هراز، دشت‌سر و محمودآباد و کوهپایه‌ها و جلگه‌های جاده چمستان، میان آمل و نور.
7. منطقه نور و نوشهر: شامل بخشی از روستاهای بیرون بشم، کجور، محال ثلاث و جلگه‌های حد فاصل سرخ رود تا رودخانه چالوس.
8. چالوس و تنکابن شرقی: شامل مناطق کلارباستانی، برخی از روستاهای کوهپایه‌ای منطقه بیرون بشم ولنگا و نواحی جلگه‌ای از آب چالوس و عباس‌آباد و رودخانه نشتا به مرکزیت عباس‌آباد.
9. تنکابن مرکزی: شامل لهجه‌های دوهزاری و سه هزاری و خرم‌آبادی و گلیجانی چالکش یعنی حدفاصل آب نشتا تا آب شیرود.
10. منطقه علی‌آباد کتول: شامل نواحی روستایی کوهستانی شمال شاهوار و مناطقی چون کتول، پیچک محله، محمودآباد، فاضل آباد و جلگه‌های غیرترکمن‌نشین بلوک استارآباد قدیم.
11. منطقه قصران باستانی: شامل مناطق اوشان، فشم، شمشک، دیزین، گاجره و روستاهای کوهپایه‌ای توچال تا مناطق غربی رودخانه جاجرود.
12. منطقه دماوند: شامل نواحی کوهستانی شهرستان دماوند، رودهن، بومهن تا فیروزکوه.

## دستور زبان

### صرف فعل
در جدول زیر  فعل فروختن (baruten)  بر اساس گویش مازندرانی زیارت در زمان‌های مختلف صرف می‌شود.

| زمان/شخص           | ۱ مفرد        | ۲ مفرد        | ۳ مفرد       | ۱ جمع          | ۲ جمع          | ۳ جمع         |
| ------------------ | ------------- | ------------- | ------------ | -------------- | -------------- | ------------- |
| گذشته ساده         | barutem       | baruti        | barute       | barutim        | barutin        | baruten       |
| گذشته کامل         | barute-bem    | barute-bi     | barute-be    | barute-bim     | barute-bin     | barute-ben    |
| گذشته التزامی      | barute-bum    | barute-bui    | barute-bu    | barute-buim    | barute-buin    | barute-bun    |
| گذشته التزامی کامل | barute-bi-bum | barute-bi-bui | barute-bi-bu | barute-bi-buim | barute-bi-buin | barute-bi-bun |
| گذشته استمرای      | rutem         | ruti          | rute         | rutim          | rutin          | ruten         |
| گذشته در حال انجام | dabam-rutem   | dabi-ruti     | daba-rute    | dabim-rutim    | dabin-rutin    | daban-ruten   |
| حال ساده/آینده     | merušem       | meruši        | meruše       | merušim        | merušin        | merušen       |
| حال در حال انجام   | darem-merušem | dari-meruši   | dare-meruše  | darim-merušim  | darin-merušin  | daren-merušen |
| حال التزامی        | barušem       | baruši        | baruše       | barušim        | barušin        | barušen       |
| آینده              | mexâm barušem | mexâi baruši  | mexâd baruše | mexâim barušim | mexâin barušin | mexân barušen |

### زمان گذشته ساده
صرف فعل فروختن baruten  در گویش مازندرانی زیارت و مقایسه آن با گویش های ساروی، نوشهری و فارسی.
| زمان         | گویش ساری | گویش نوشهر | گویش زیارت | گویش فارسی |
| ------------ | --------- | ---------- | ---------- | ---------- |
| اول شخص مفرد | baruteme  | baruteme   | barutem    | foruxtam   |
| دوم شخص مفرد | baruti    | baruti     | baruti     | foruxti    |
| سوم شخص مفرد | barute    | barute     | barute     | foruxt     |
| اول شخص جمع  | barutemi  | barutemi   | barutim    | foruxtim   |
| دوم شخص جمع  | baruteni  | baruteni   | barutin    | foruxtin   |
| سوم شخص جمع  | barutene  | barutene   | baruten    | foruxtan   |

### زمان گذشته استمراری
صرف فعل فروختن baruten  در گویش مازندرانی زیارت و مقایسه آن با گویش های ساروی، نوشهری و فارسی.
| زمان         | گویش ساری | گویش نوشهر | گویش زیارت | گویش فارسی  |
| ------------ | --------- | ---------- | ---------- | ----------- |
| اول شخص مفرد | ruteme    | ruteme     | rutem      | mi-foruxtam |
| دوم شخص مفرد | ruti      | ruti       | ruti       | mi_foruxti  |
| سوم شخص مفرد | rute      | rute       | rute       | mi-foruxt   |
| اول شخص جمع  | rutemi    | rutemi     | rutim      | mi-foruxtim |
| دوم شخص جمع  | ruteni    | ruteni     | rutin      | mi-foruxtin |
| سوم شخص جمع  | rutene    | rutene     | ruten      | mi-foruxtan |

### زمان حال ساده
صرف فعل فروختن baruten  در گویش مازندرانی زیارت و مقایسه آن با گویش های ساروی، نوشهری و فارسی.
| زمان         | گویش ساری | گویش نوشهر | گویش زیارت | گویش فارسی  |
| ------------ | --------- | ---------- | ---------- | ----------- |
| اول شخص مفرد | rušembe   | rušeme     | merušem    | mi-forušam  |
| دوم شخص مفرد | rušeni    | rušeni     | meruši     | mi-foruši   |
| سوم شخص مفرد | rušene    | rušene     | meruše     | mi-forušad  |
| اول شخص جمع  | rušembi   | rušemi     | merušim    | mi-forušim  |
| دوم شخص جمع  | rušenni   | rušenni    | merušin    | mi-forušid  |
| سوم شخص جمع  | rušenne   | rušenne    | merušen    | mi-forušand |

## برخی جملات در گویش زیارت
در جدول زیر برخی جملات گویش زیارتی با جملات گویش های ساری، نوشهر و فارسی معیار مقایسه میشود.
| فارسی معیار                     | گویش زیارت                    | گویش ساری                    | گویش نوشهر                   |
| ------------------------------- | ----------------------------- | ---------------------------- | ---------------------------- |
| داشتند می دیدند                 | dabâ hârešen                  | davi hărešine                | dave hărešine                |
| چه کار کرد                      | či kâr hâkerede               | či kăr hăkerde               | či kăr hăkerde               |
| چه شد                           | čiši âbee                     | čiši bavi                    | češi bave                    |
| پدر                             | piyar                         | piyer                        | piyar                        |
| بودی                            | davui                         | davui                        | davi                         |
| نبودند                          | dani buin                     | dani bine                    | dane bine                    |
| ما میگوییم نامزد                | emâ guim nâmzad               | emă gombi nomzu              | amă gemi nemzu               |
| می گویند مرد مرده است           | gânen mardi bamerde           | gānne mardi bamerde          | genne mardi bamerde          |
| گفت جدا کرده بودن               | bagui sevâ hâkard bun         | baote sevă hăkerde bun       | bote sevă hăkerde bun        |
| از اینجا می خواست بچه کول بگیرد | inje jem xâsse vače kul hayre | inje je xăsse vače kul hayre | ije je xăysse vače kul hayre |
| خیلی آزاد بود                   | ande âzâd biye                | ande ăzăd biye               | anne lăr biye                |
| حالا اگر پلنگ را می دیدی        | esâ palang re badi bui        | esă palang re badi bui       | asă palang re badi bui       |
| ما هنوز چیزی نفروختیم           | emâ hanu hičči narutim        | emă hanu hičči narutemi      | amă hală hečči naruteni      |
| آنقدر مردم زمین فروختن          | ande mardem zamin baruten     | ande mardem zamin barutene   | anne mardem zami barutene    |
| برنج چگونه می پزند              | berenj čejur mepejen          | berenj čijur pajene          | binj čejur pajene            |
| به تو چی می گویند               | tere čiši megon               | tere čişi gonne              | tere čeşi genne              |